# Gustav Victor Finger
Gustav Victor Finger (30. června 1854 Řepín u Mělníka – 25. března 1919 Královské Vinohrady) byl český letecký konstruktér a průkopník letectví. Rovněž založil a vybudoval letecké oddělení tehdejšího Technického musea Království českého.

## Život
Vystudoval vyšší reálku v Praze a vojenskou dělostřeleckou školu. Během vojenské služby byl příslušníkem uherského jízdního pluku v Sedmihradsku. Poté odešel studovat techniku do Německa. Po návratu pracoval v různých pražských strojírnách . Vedle toho se věnoval osvětové a propagační činnosti. Přednášel ve Spolku inženýrů a architektů (SIA), Průmyslové jednotě a v různých studentských spolcích. Napsal rovněž řadu statí a textů pro odborné časopisy i pro denní tisk.
Když švédský inženýr Salomon August Andrée v roce 1896 připravoval výpravu balonem k severnímu pólu, cítil Finger potřebu varovat jej před nebezpečími provedení takového podniku neovladatelným balonem. Učinil tak dopisem z 19. září 1896. Andrée však Fingerovy pochyby odmítl korespondenčním lístkem z 5. října 1896. Výprava pak skončila tragicky.

## Letadlo Cyklon

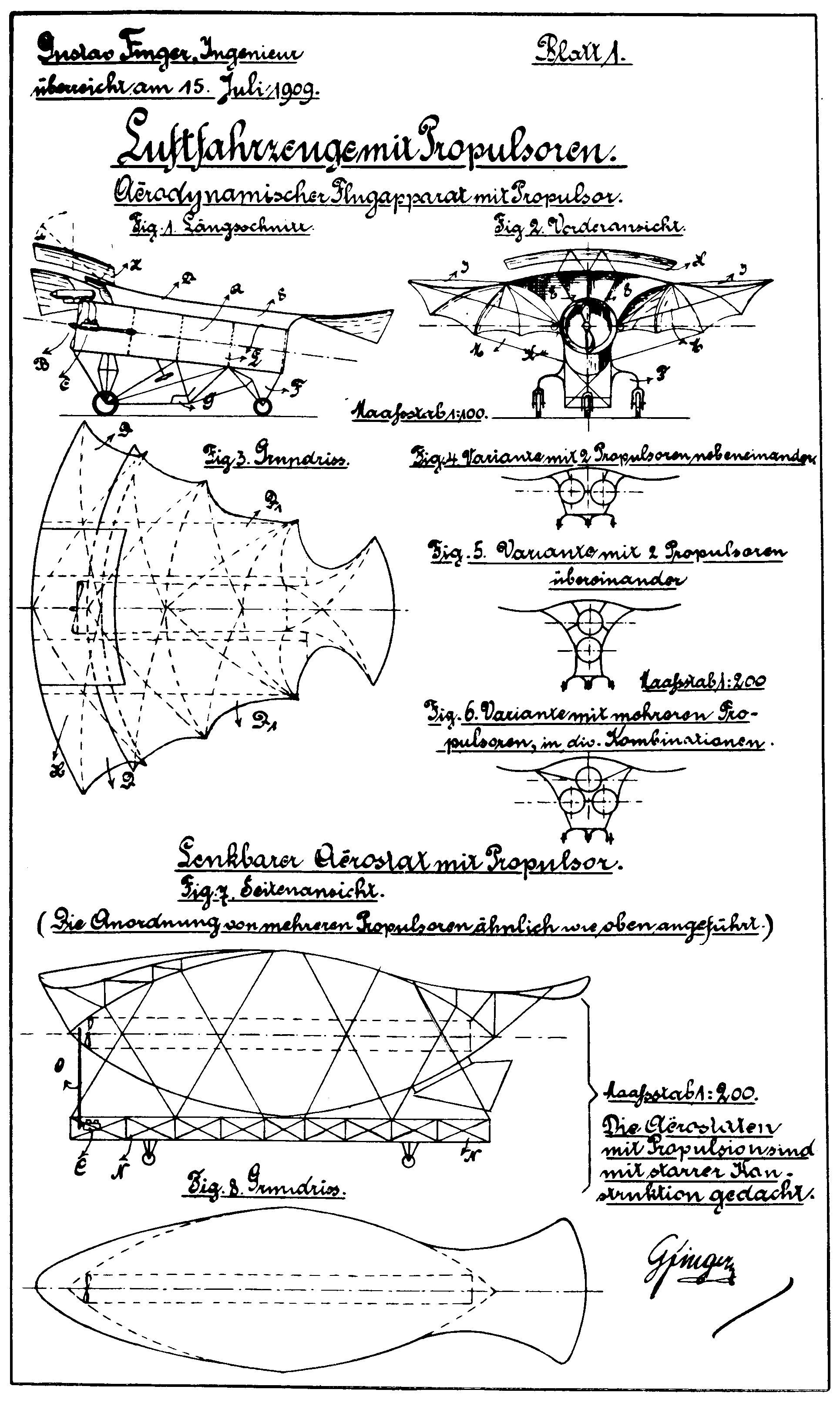
Příloha k Fingerově žádosti o rakouský patent na "Cyklon", 15. červenec 1909

V roce 1892 začal uvažovat o novém „aerodynamickém létadle“ či „řiditelném aerostatu“. Princip spočíval v tzv. „propulsoru“, válcové dutině, ve které byla umístěna vrtule poháněná parním strojem. Tento propulsor měl „zjednati letadlu umělou kolej ve vzduchu pomocí vzdušného sloupce značné síly napětí“. Nejprve navrhl takto poháněnou vzducholoď. Dne 15. října 1893 doručil podání České akademii věd. Akademie návrh schválila, ale bez jakékoliv materiální podpory. V roce 1893 pak navrhl i letadlo těžší vzduchu poháněné stejným způsobem . Jednalo se vlastně o princip reaktivního pohonu. V roce 1897 vyjel do Vinohradských ulic první benzinový automobil značky Benz. Finger pochopil, že budoucím pohonem letadel nebude parní stroj, ale podstatně lehčí a výkonnější benzinový motor.
Veškeré snahy, získat prostředky k praktickým pokusům, selhaly. Přednášková činnost, prodej literatury, založení podnikatelského družstva v roce 1896 – žádná z těchto snah nevedla ke shromáždění dostatečného obnosu peněz, který by umožnil praktické zkoušky vynálezu. Po sérii neúspěchů omezil v roce 1897 své aktivity.
Vrátil se k nim fejetonem Jaký význam mají poslední pokusy vzduchoplavby? Dne 1. května 1908 pronesl Hermann Ritter ve vídeňské vzduchotechnické jednotě (Wiener Flugtechnischer Verein) přednášku o Fingerově letadle „Cyklon“. Opět bez výraznějšího ohlasu. Další naděje upřel Finger k Francii. Zde sice získal 19. ledna 1910 patent číslo 408205, ale jinou podporu či finanční prostředky nikoliv.
Rakouský patent mu byl zamítnut dne 21. června 1911 s poukazem na to, že nepřináší nic nového a že podobné principy již jsou v cizině patentovány. Například britský patent si nechal v roce 1899 zaregistrovat Rudolf Krocker z Teplic v Čechách (rakouský patent č. 4050 udělen 15. dubna 1901, americký patent 712,689 z 4. listopadu 1902).
Finger byl svědkem vystavení prvního Blériotova letadla v Praze dne 19. listopadu 1909 i památných letů Jana Kašpara a Evžena Čiháka v roce 1911. Tyto výkony přivítal a pochválil; nemohl se ale ubránit hořkosti z neúspěchu vlastních snah. Při příležitosti výstavy v Praze prohlásil: Kdyby nebylo omezených názorů, mohli jsme dnes vystavovati „český“ aeroplán v Paříži.

### Úmrtí
Zemřel roku 1919 na Královských Vinohradech. Pohřben byl na hřbitově Malvazinky.

### Následovníci
Funkční letadlo na tomto principu postavil až v roce 1932 italský konstruktér Luigi Stipa.

Italský experimentální letoun Stipa-Caproni z roku 1932 na principu Fingerova Cyklonu
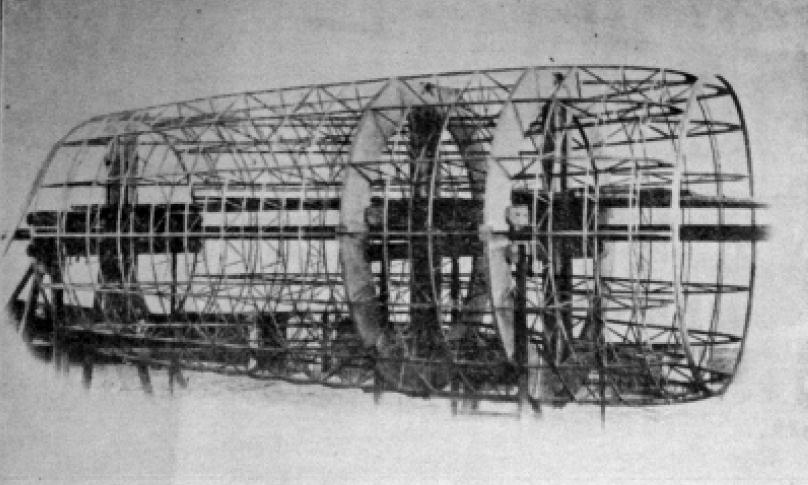
Stavba trupu letadla Stipa-Caproni.
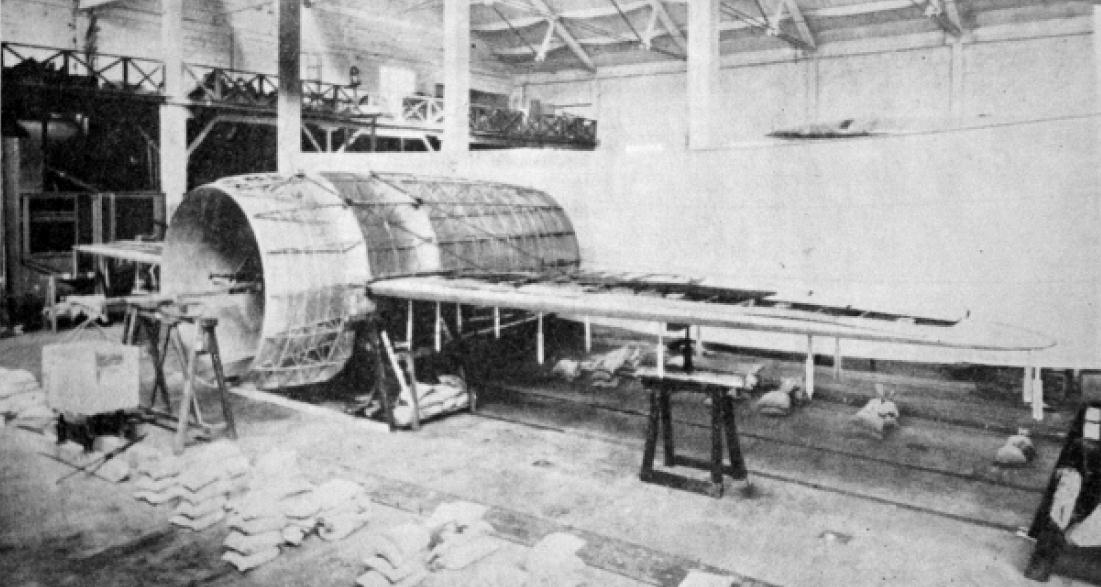
Stavba trupu letadla Stipa-Caproni.
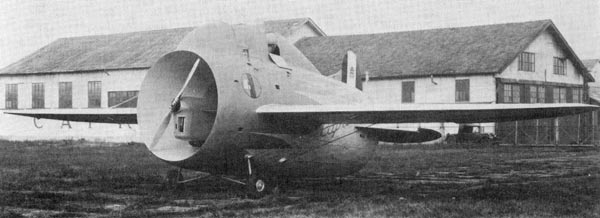
Letoun Stipa-Caproni.
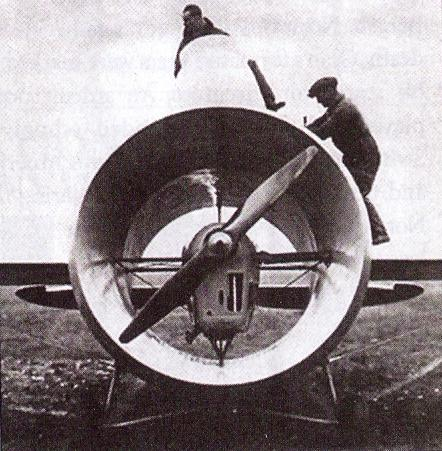
Letoun Stipa-Caproni zepředu.
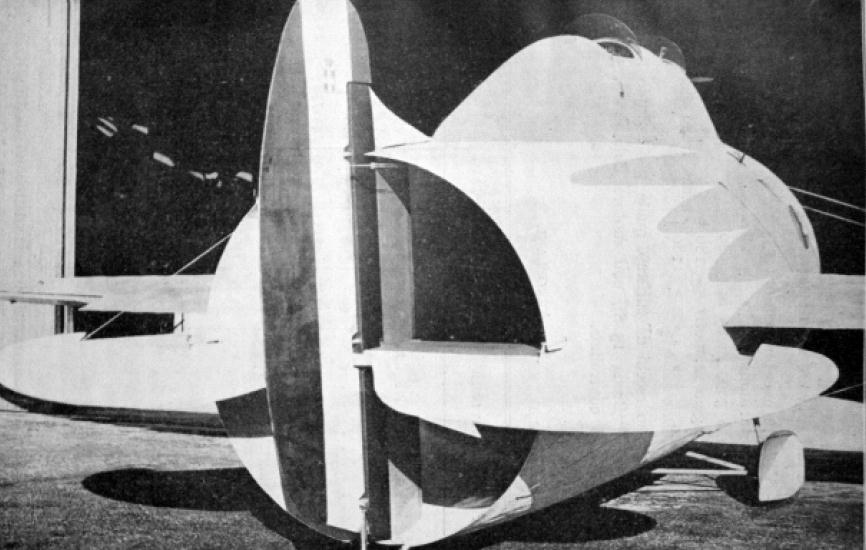
Pohled na letoun zezadu.
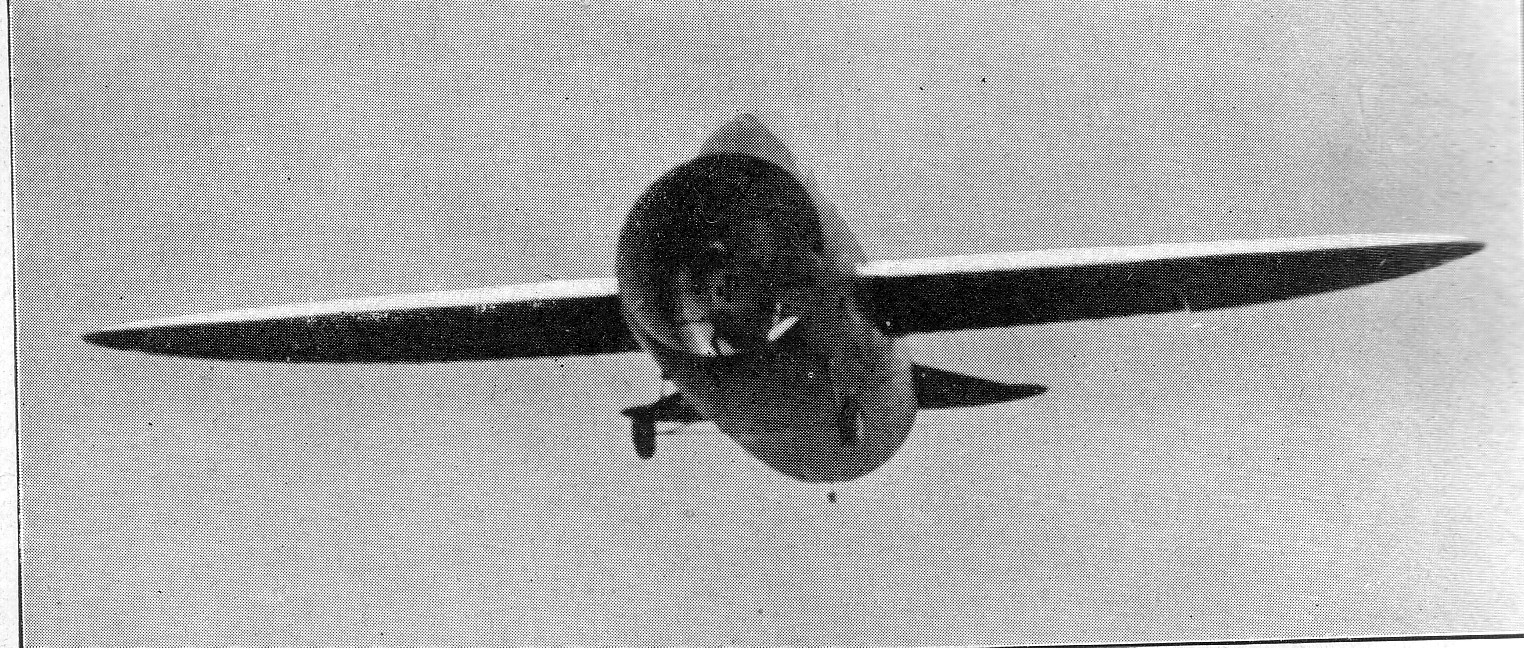
Letoun Stipa-Caproni za letu.

Experimentální letadlo UL–39 Albi na stejném principu postavili studenti Ústavu letadlové techniky Fakulty strojní Českého vysokého učení technického v Praze. První let absolvovalo 4. dubna 2016 na letišti v Českých Budějovicích.

## Česká aeronautická společnost
Byl zakládajícím členem České aeronautické společnosti. První myšlenky na založení českého aeronautického spolku vznikly během pražského pobytu francouzských vzduchoplavců na Jubilejní zemské výstavě. Jeden z nich – Edouard Surcouf – se zúčastnil jako host první schůze zájemců v restauraci Bezovka dne 23. září 1891. Společnost byla potvrzena místodržitelským výnosem číslo 36.042 ze dne 10. dubna 1892. Prvním předsedou byl Karel Václav Zenger. Gustav Victor Finger byl pak jejím jednatelem. Doufal, že se mu v rámci společnosti podaří získat prostředky na realizaci svého projektu letadla „Cyklon“. Výnosy přednášek a akcí společnosti to ale nikdy neumožnily. Po neshodách ze společnosti vystoupil, ale 30. července 1895 se opět přihlásil za člena. Společnost ukončila činnost 13. dubna 1897.

## Český patentní spolek
V roce 1897 se zasloužil o založení Patentního spolku v Praze. Ustavující schůze proběhla 25. dubna 1897. Finger byl zvolen jednatelem spolku.

## Letecká expozice Technického musea Království českého

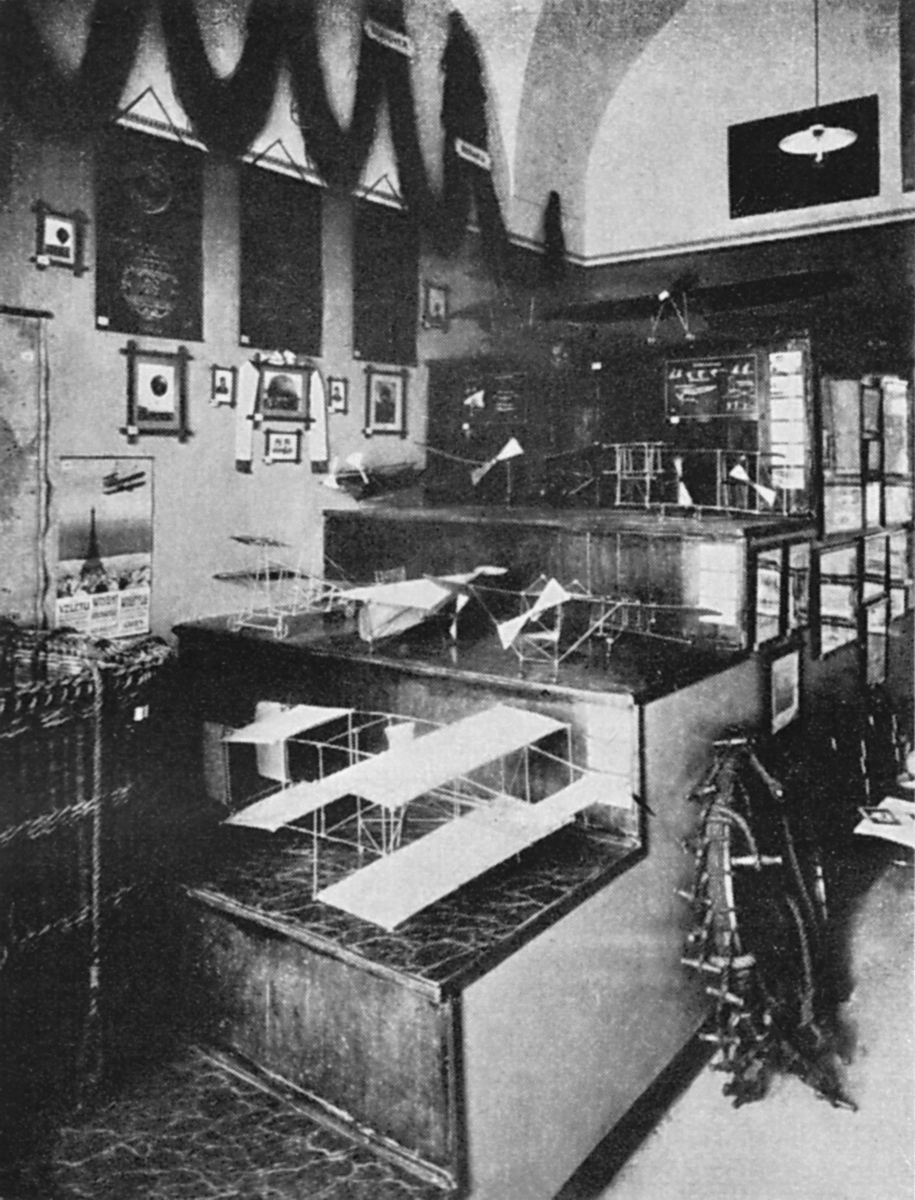
Letecká expozice Technického musea Království českého, Praha, Schwarzenberský palác.

V roce 1908 bylo založeno Technické museum Království českého. O dva roky později bylo rozhodnuto o zřízení aeronautického odboru XVII. skupiny Dopravnictví. Na zřízení tohoto odboru měl Finger zásadní podíl. Byl rovněž autorem letecké expozice v první budově muzea, Schwarzenberském paláci na Hradčanech.

## Spisy
- Studie aëronautická : rozhledy z aërostatiky a aërodynamiky s dodatky kritickými : několik myšlenek autora o letu dynamickém s připojeným projektem a krátká úvaha o stavu otázky aëronautické vůbec, Praha : vlastní náklad, 1895
- Plavba vzduchem : příspěvek k řešení tohoto problemu (pod značkou J.M.), Holešov : Knihtiskárna a litografický ústav L. Klabusaya v Holešově, po r. 1900
- Sbírka technických úkolů a článků o vynálezech : Pomůcka pro výrobce všech oborů techn. práce, vynálezce, dělníky a samouky, Královské Vinohrady : vlastní náklad, 1911

### ČasopisEpocha
Dne 7. července 1895 založil časopis Epocha. Tento časopis čtyři roky vydával vlastním nákladem. Šéfredaktorem byl šest let. Časopis zanikl v roce 1914. Původně se mělo jednat o čistě letecký časopis. Aby získal podporu Musea vynálezů pro Čechy, Moravu a Slezsko, rozšířil záběr časopisu i na další technické a přírodovědné obory – plný název byl Epocha : rozhledy a úvahy časové z oboru techniky, průmyslu, řemesel, dopravy, národohospodářství, chemie, přírodovědy a vynálezů se zvláštním zřetelem na objevy doby nejnovější. První číslo vyšlo 24. října 1895.

### Další publicistická činnost
Přispíval do časopisů Technický obzor, Živa, Český mechanik a dále popularizačními články do denního tisku (Národní listy, Národní politika, Samostatnost ad.).